# Turkish Airlines
Turkish Airlines (türkisch Türk Hava Yolları A. O.) ist die teilstaatliche Fluggesellschaft der Türkei mit Sitz in Istanbul und Basis auf dem Flughafen Istanbul. Sie ist Mitglied der Luftfahrtallianz Star Alliance sowie Kooperationspartner der Arab Air Carriers Organization. 49,12 % der Anteile gehören dem türkischen Staat, 50,88 % werden an der Istanbuler Börse gehandelt.

## Geschichte

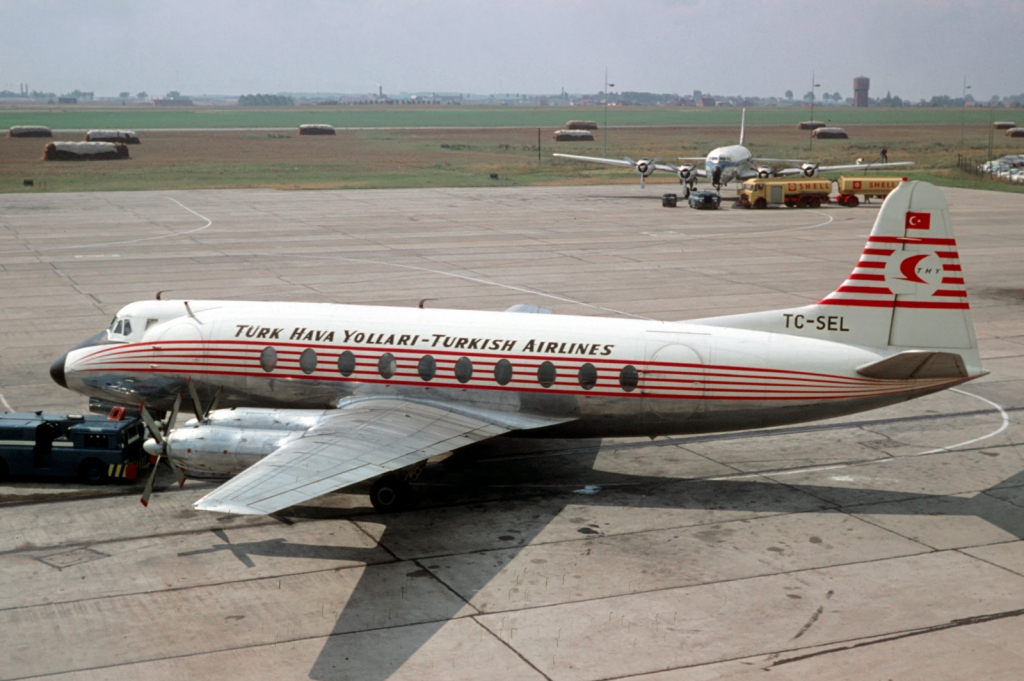
Vickers Viscount der Turkish Airlines im Jahr 1967

### Propeller-Zeitalter
Turkish Airlines wurde am 20. Mai 1933 unter dem Namen Türkiye Devlet Hava Yolları (DHY) gegründet. Die Flotte bestand zu dem Zeitpunkt aus zwei Curtiss Kingbird mit je fünf Sitzplätzen, zwei Junkers F 13 mit je vier Sitzplätzen und einer De Havilland DH.84 Dragon mit zehn Sitzen. Im Jahr 1938 wurde die Flotte mit Douglas DC-3 ergänzt. Der erste Auslandsflug erfolgte 1947 von Ankara über Istanbul nach Athen. Insgesamt sieben De Havilland DH.114 Heron kamen 1955 zur Flotte hinzu. Im Jahr 1956 wurde DHY in Türk Hava Yolları A.O. (THY) umbenannt. Zwischen 1958 und 1961 wurden Vickers Viscount, Fokker F-27 und Fairchild F-27 gekauft.

### Das Jet-Zeitalter
Im Jahr 1967 wurde das erste Strahlflugzeug in die Flotte der Luftlinie integriert, eine Douglas DC-9-14. 1971 kam eine vorerst geleaste Boeing 707 hinzu. Am 1. Dezember 1972 wurde eine McDonnell Douglas DC-10 als erstes Großraumflugzeug an Türk Hava Yolları ausgeliefert; sie war der erste nicht-amerikanische Betreiber dieses Flugzeugtyps. Im Jahr 1973 wurden die F-27 durch Fokker F28 ersetzt, 1974 wurden die ersten Boeing 727 in die Flotte integriert und die Tochtergesellschaft Cyprus Turkish Airlines gegründet. Im Jahr 1983 wurde die Flotte mit Flugzeugen des Typs de Havilland Canada DHC-7 ergänzt, 1985 mit Airbus A310. Im Juni 1986 wurde die erste Verbindung nach Fernost durch einen Flug nach Singapur eingerichtet, im August 1988 fand der erste Flug nach New York City statt. Im Jahr 1987 wurde zusammen mit Investmentbanken die Fluggesellschaft Boğaziçi Hava Taşımacılık (BHT) gegründet. Da die gewünschten Auslastungen nicht erreicht wurden, zog man sich 1989 aus dem Fracht- und Charterbereich BHT wieder zurück. Im Jahr 1989 gründete Turkish Airlines die Inlandsairline Türk Hava Taşımacılık (THT) mit Regionalflugzeugen des Typs BAe ATP und zusammen mit der Lufthansa die Charterfluggesellschaft Sunexpress.

### Expansion in den 1990er Jahren

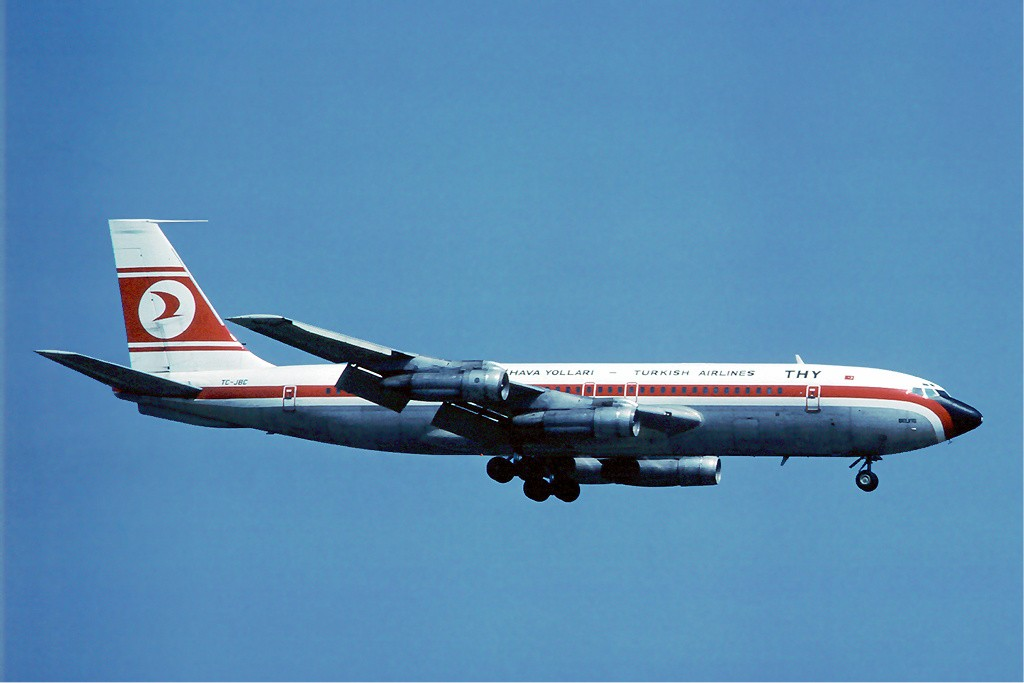
Boeing 707-100 der Turkish Airlines im Jahr 1976

Ab 1990 wurde der Außenauftritt der Marke von dem bislang an erster Stelle stehenden Türk Hava Yolları (THY) allmählich auf Turkish Airlines umgestellt. Im Jahr 1991 begann Turkish Airlines eine Flottenerweiterung mit Flugzeugen des Typs Boeing 737. Im Juni 1993 wurden die ersten Airbus A340-300 in die Flotte integriert. Es folgten im selben Jahr kleinere Maschinen des Typs Avro RJ100 für Inlandsflüge. Im Jahr 1994 wurde die dritte A340 dazugekauft und die Douglas DC-9 ausgemustert. Im Jahr 1994 entschied man sich, die THT in die THY einzugliedern; die BAe ATP wurden wieder zurückgegeben. Im Jahr 1996 gab die Lufthansa ihre 49%ige Teilhaberschaft an Sunexpress an die Ferienfluggesellschaft Condor (später Thomas Cook) ab. Im Jahr 2007 erwarb Lufthansa diese Anteile wieder zurück.
Im Jahr 1998 gründete Turkish Airlines mit sechs weiteren Gesellschaften die Luftfahrtallianz Qualiflyer Group. Neben der Verstärkung der Flotte um 15 Boeing 737-800 (Erstauslieferung im Mai 1998) wurde 1999 ein zweiter Wartungshangar in Betrieb genommen.

### Entwicklung seit 2000

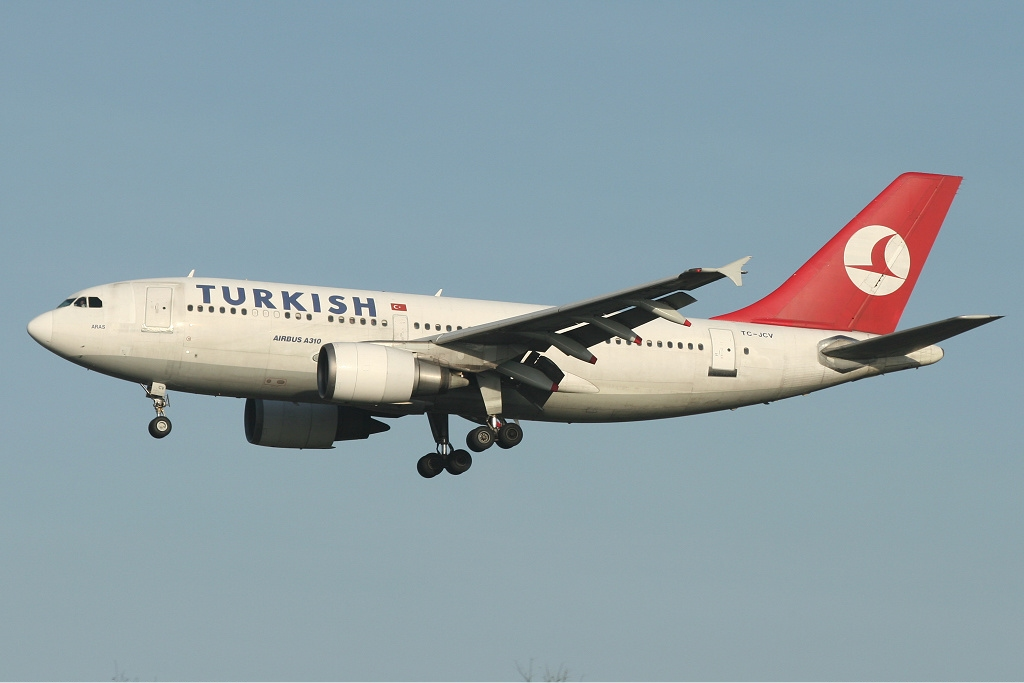
Airbus A310-300 der Turkish Airlines im Jahr 2006

Turkish Airlines stockte im Jahr 2000 seine Flotte durch sieben zusätzliche Boeing 737-800 und einen Airbus A340 auf. Die ersten Flüge nach Sydney wurden anlässlich der Olympischen Sommerspiele 2000 aufgenommen. Auch das Vielfliegerprogramm „Miles & Smiles“ wurde im Jahr 2000 eingeführt.
Im Jahr 2005 kamen vier neue Airbus-Modelle zur Flotte: A320, A321 und der erste A330. Im selben Jahr wurden das Erscheinungsbild und das Servicekonzept erneuert. Im Jahr 2006 unterzeichneten Pratt & Whitney und Turkish Airlines Technic ein Abkommen für den Bau eines Wartungzentrums am Flughafen Istanbul-Sabiha Gökçen.
Im Jahr 2008 gründete Turkish Airlines angesichts wachsender Konkurrenz um Billigflüge auf inländischen Strecken die Billigfluggesellschaft Anadolujet. Im Dezember 2008 wurden 49 % der Anteile der bosnisch-herzegowinischen Fluggesellschaft B&H Airlines übernommen.
Seit 1. April 2008 ist Turkish Airlines Mitglied der 1997 gegründeten Luftfahrtallianz Star Alliance.
Im Jahr 2010 erhöhte Turkish Airlines im Rahmen ihrer Marketingstrategie ihr Sportsponsoring. Sie wurde Sponsor für einige Fußball- und Basketballvereine. 2011 wurde sie Titelsponsor vom Basketball Pokalturnier EuroLeague, welches offiziell „Turkish Airlines Euroleague“ heißt.
Die Lufthansa kündigte im November 2013 das Codesharing-Abkommen mit Turkish Airlines zum 31. März 2014. Grund dafür sei die zunehmende Konkurrenz zwischen beiden Fluggesellschaften.
Im Jahr 2015 wurden der Verwaltungsratschef und einige Vorstandsmitglieder durch Manager ersetzt, die der Regierungspartei AKP nahestehen. Im ersten Quartal 2016 schrieb Turkish Airlines bei 2,2 Mrd. US-Dollar Umsatz gut 500 Mio. US-Dollar Verlust. Ein Richtungskampf zwischen altgedienten Managern und von der AKP entsandten Führungskräften wurde stärker. Die Zahl der deutschen Türkei-Besucher sank im ersten Quartal 2016 um 30 Prozent.

### Entwicklungen nach dem Putschversuch 2016
Nach dem gescheiterten Putschversuch in der Türkei vom 15. Juli 2016 erlitt die türkische Wirtschaft einen schweren Schock. Der Aktienkurs von Turkish Airlines sank. Wegen Sicherheitsbedenken nach dem Terroranschlag am Istanbuler Flughafen am 28. Juni 2016 und nach dem Putschversuch verbot die US-Luftfahrtbehörde FAA der Fluggesellschaft bis zum 15. August 2016 Flüge in die USA. Die FAA hat wenig später dieses Flugverbot aufgehoben; seit dem 19. Juli 2016 darf die Fluggesellschaft wieder nach Amerika fliegen. In den Tagen nach dem Putsch wurden 211 Mitarbeiter, vermeintlich Anhänger der Gülen-Bewegung, gekündigt. Staatliche türkische Stellen bezeichnen Fethullah Gülen als Drahtzieher des Putsches.
Im August 2016 gab Turkish Airlines für das zweite Quartal einen Verlust von 198 Mio. Euro bekannt. Für 2016 wurden zehn Millionen Passagiere weniger als geplant erwartet. Die Gesellschaft hatte kurz zuvor bereits umfangreiche Einschnitte im Streckennetz bekanntgegeben, so wurden für die nächste Flugplanperiode Frequenzen auf 45 europäischen und 13 interkontinentalen Routen gekürzt sowie etwa ein Dutzend weitere Routen von ganzjähriger auf saisonale Bedienung reduziert, darunter auch drei Ziele in Deutschland (Friedrichshafen, Münster/Osnabrück und Karlsruhe/Baden-Baden).
Im Februar 2017 wurden die Anteile des türkischen Staats an der Gesellschaft auf den 2016 gegründeten Staatsfonds Turkey Wealth Fund übertragen.
Im Sommer 2017 machte Turkish Airlines viele ihrer Änderungen im Flugplan wieder rückgängig und bot neue Flüge an. Izmir wurde neu von mehreren deutschen und französischen Flughäfen direkt angeflogen. Von Istanbul aus wurden Flughäfen im Inland sowie im Ausland ins Streckennetz aufgenommen.

### Neuer Flughafen in Istanbul
Der neue Flughafen Istanbul wurde am 29. Oktober 2018 mit dem Probebetrieb eröffnet. Vor dem Umzug zur neuen Basis hatte der Verwaltungsratspräsident İlker Aycı angekündigt, sein Unternehmen wolle sich für den Umzug herausputzen und danach einige Neuerungen präsentieren. Die Angestellten tragen seit dem 9. August 2019 neue Uniformen. Turkish Airlines hat dafür mit dem italienischen Modedesigner Ettore Bilotta zusammengearbeitet. Am 23. Oktober 2018 entschied Turkish Airlines, das Catering in den Flugzeugen und in den Lounges für 15 Jahre an die DO&CO zu übergeben. Der Umzug begann nach viermaliger Verschiebung am 5. April 2019. Mit dem Umzug wurde der Flughafen Istanbul-Atatürk für Linienflüge geschlossen.

### COVID-19

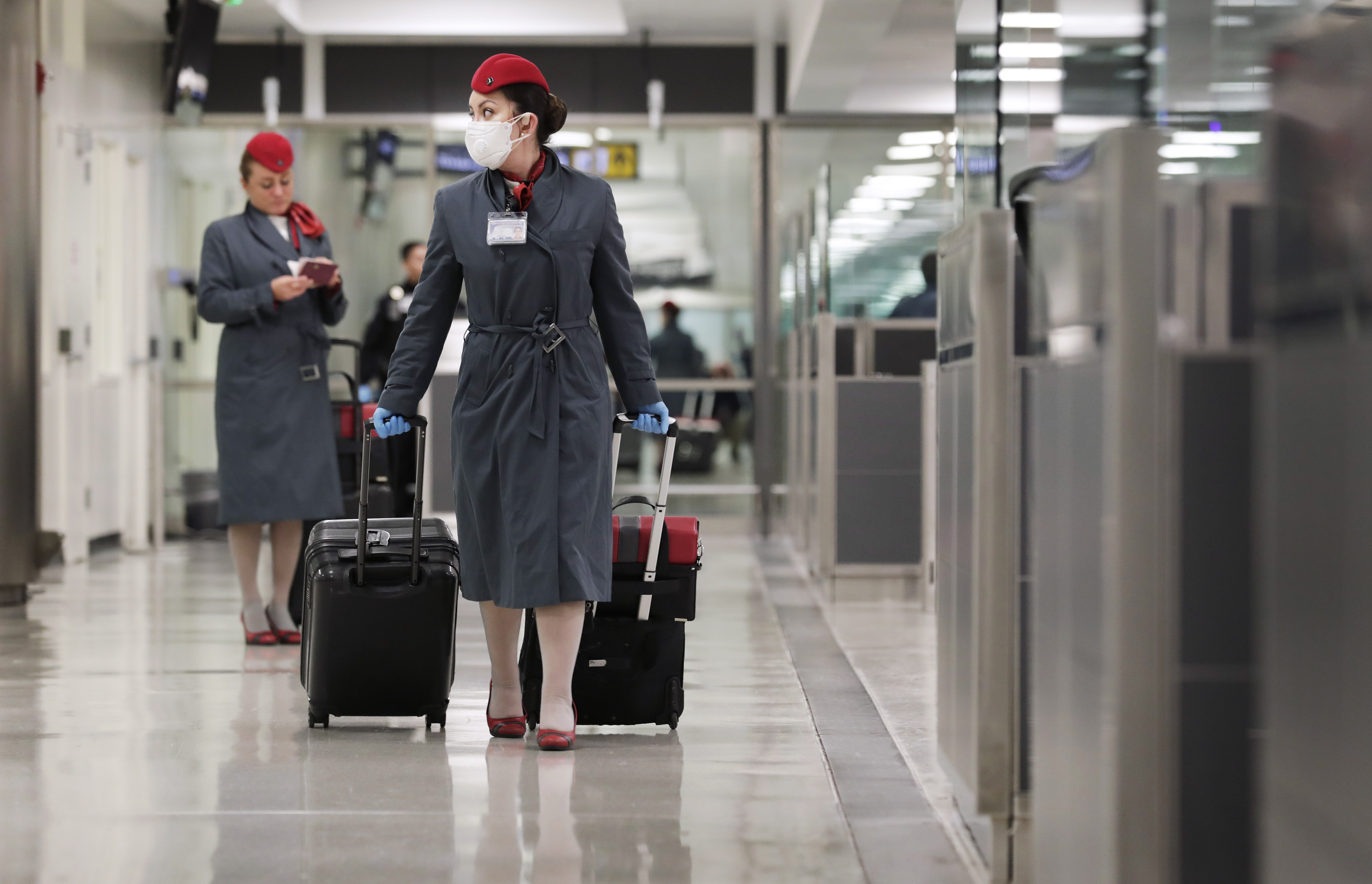
Eine Turkish Airlines Flugbegleiterin am Dulles International Airport (18. März 2020).

Die Auswirkungen der Coronavirus-Pandemie haben nicht nur Turkish Airlines, sondern die gesamte Flugbranche sehr beeinträchtigt. Bei Turkish Airlines waren die ersten Auswirkungen im Januar 2020 zu spüren. Das Ministerium für Gesundheit hatte damals gefordert, dass an allen internationalen Flughäfen Passagiere aus Risikoländern auf Fieber und Symptome geprüft werden, bevor sie ins Terminal gelassen werden. Gleichzeitig begann Turkish Airlines damit, alle Flugzeuge nach einem Flug jeweils gründlich zu desinfizieren. Anfang Februar 2020 spitzte sich international die Situation stark zu, weswegen das Ministerium für Gesundheit die Auflagen nochmals verschärfte. Es wurde jeder einreisende Passagier auf Fieber geprüft und bei Verdacht ein Corona-Schnelltest durchgeführt. Bei positivem Testergebnis wurde man direkt in ein Krankenhaus gefahren, wo man sich in Quarantäne begeben musste. Sämtliche Flüge nach China aus der Türkei wurden verboten. Fortan wurde eine Liste mit Risikoländern geführt, in die Flüge verboten wurden. Am 11. März 2020 war in der Türkei der erste Corona-Fall bekannt gegeben worden.
Am 4. April 2020 begann die Ausgangssperre für alle, die 20 Jahre alt und jünger und 65 Jahre alt und älter sind. Nur die Erwerbstätigen durften noch unter der Woche zur Arbeit. Am Wochenende wurden Ausgangssperren für die ganze Bevölkerung eingeführt, teils sehr kurzfristig. Unter den gegebenen Bedingungen konnte praktisch fast niemand mehr fliegen. Infolgedessen groundete Turkish Airlines den Großteil der Flotte, eine genaue Zahl wurde nie genannt. Während der ersten Welle der Coronavirus-Pandemie holte die türkische Regierung türkische Staatsbürger, die im Ausland feststeckten, in die Türkei zurück. Turkish Airlines wurde damit beauftragt und führte im April und Mai 2020 Rückholflüge durch. Weiter konnte Turkish Cargo im ersten Halbjahr um 67 % wachsen gegenüber dem Vorjahr. Zahlreiche Passagierflugzeuge wurden für Frachtflüge eingesetzt.
Ab dem 4. Juni 2020 waren Inlandflüge und ab dem 10. Juni 2020 internationale Flüge wieder erlaubt. Doch der Einbruch der Passagierzahlen in den vorherigen drei Monaten hatte zahlreiche Auswirkungen auf das Unternehmen. Bei der Cateringfirma Turkish DO&CO wurden 350 Stellen gestrichen und für weitere 350 Angestellte Zwangsurlaub angeordnet. Die Gewerkschaft Hava-İş einigte sich im August 2020 mit der Turkish Airlines auf eine Lohnkürzung von 50 % bei Piloten und 35 % bei Flugbegleitern, um Entlassungen vermeiden zu können. In den ersten drei Quartalen 2020 hat Turkish Airlines einen Verlust von 5,2 Milliarden Türkischen Lira (Stand November 2020 ungefähr 494 Millionen Euro) verzeichnet. Die Passagierzahlen im Inlandverkehr sanken in den ersten neun Monaten um 24 % und konnten im September 2020 sogar gegenüber dem Vorjahr um 0,7 % erhöht werden. Laut dem Aviatikmagazin CAPA war Turkish Airlines 2020 „die am stärksten ausgelastete Fluggesellschaft in Europa“.

### Überfall auf die Ukraine
Mit dem im Februar 2022 beginnenden Krieg in der Ukraine gingen zahlreiche Sanktionen von der Weltgemeinschaft aus. So haben unter anderem zahlreiche europäische Länder ihren Luftraum für russische Flugzeuge gesperrt. Die Republik Türkei hat sich von Beginn an als neutral bezeichnet und entsprechend nicht alle westlichen Sanktionen mitgetragen. Der Luftverkehr zwischen der Türkei und Russland wurde also von keinem der beiden Staaten eingeschränkt. Die Nachfrage nach Urlaub an der türkischen Riviera stieg bei den russischen Gästen vor allem an, weil für sie die einzige andere Alternative am Mittelmeer Ägypten war.
Für die türkischen Fluggesellschaften war diese Situation von Vorteil. Sie konnten ungehindert Flüge nach Russland anbieten und mussten, im Gegensatz zu den russischen Fluggesellschaften, keine Konfiszierung der Flugzeuge befürchten. Insbesondere begann Turkish Airlines viele neue Charterflüge anzubieten. Im Juni 2022 war sie mit knapp 1400 Flügen pro Monat die Fluggesellschaft, die am meisten Flüge aus dem Ausland nach Russland anbot. Weiter hat Turkish Airlines „White-Tail“-Flugzeuge übernommen, Flugzeuge, die für russische Fluggesellschaften wie S7 Airlines oder Aeroflot gebaut, aber nicht ausgeliefert worden sind. Damit konnte die Flotte schneller um zusätzliche Airbus A350- und Boeing 737 MAX-Flugzeuge erweitert werden.

## Flugziele

Flugziele von Turkish Airlines (Stand 2019)

Turkish Airlines bietet von Istanbul Ziele in Nord- und Südamerika, Afrika, Europa sowie im Mittleren und Fernen Osten an. Des Weiteren werden Strecken durch AJet und Sunexpress betrieben.
In Deutschland werden Berlin, Bremen, Düsseldorf, Frankfurt Main, Hamburg, Hannover, Köln/Bonn, Leipzig/Halle, München, Nürnberg und Stuttgart angeflogen.
In Österreich sind Salzburg und Wien Ziele.
In der Schweiz fliegt Turkish Airlines nach Genf und Zürich.

### Codesharing
Turkish Airlines unterhält Codeshare-Abkommen mit folgenden Fluggesellschaften: (Star-Alliance-Mitglieder sind mit * gekennzeichnet)
- Air Astana
- Air Canada*
- Air China*
- Air India*
- Air Kyrgyzstan
- Air New Zealand*
- Air Malta
- All Nippon Airways*
- Asiana Airlines*
- Avianca*
- Croatia Airlines*
- Egypt Air*
- Aegean Airlines*
- Ethiopian Airlines*
- Etihad Airways
- Garuda Indonesia
- Iran Air
- jetBlue
- Kuwait Airways
- Loganair[44]
- Luxair
- Malaysia Airlines
- PIA
- Oman Air
- LOT*
- Royal Air Maroc
- RwandAir
- SAS
- Singapore Airlines*
- TAP Portugal*
- Thai Airways*
- United Airlines*
- UTair

## Flotte

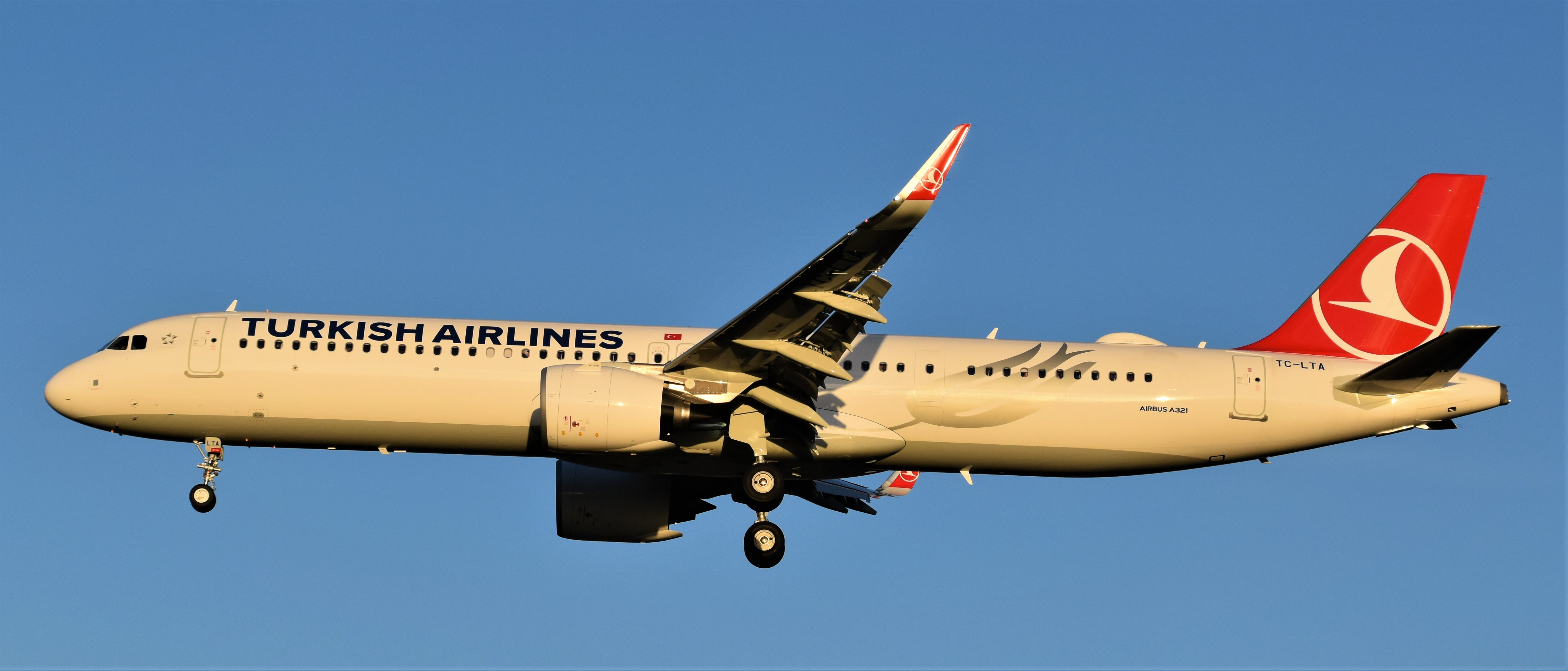
Airbus A321neo der Turkish Airlines

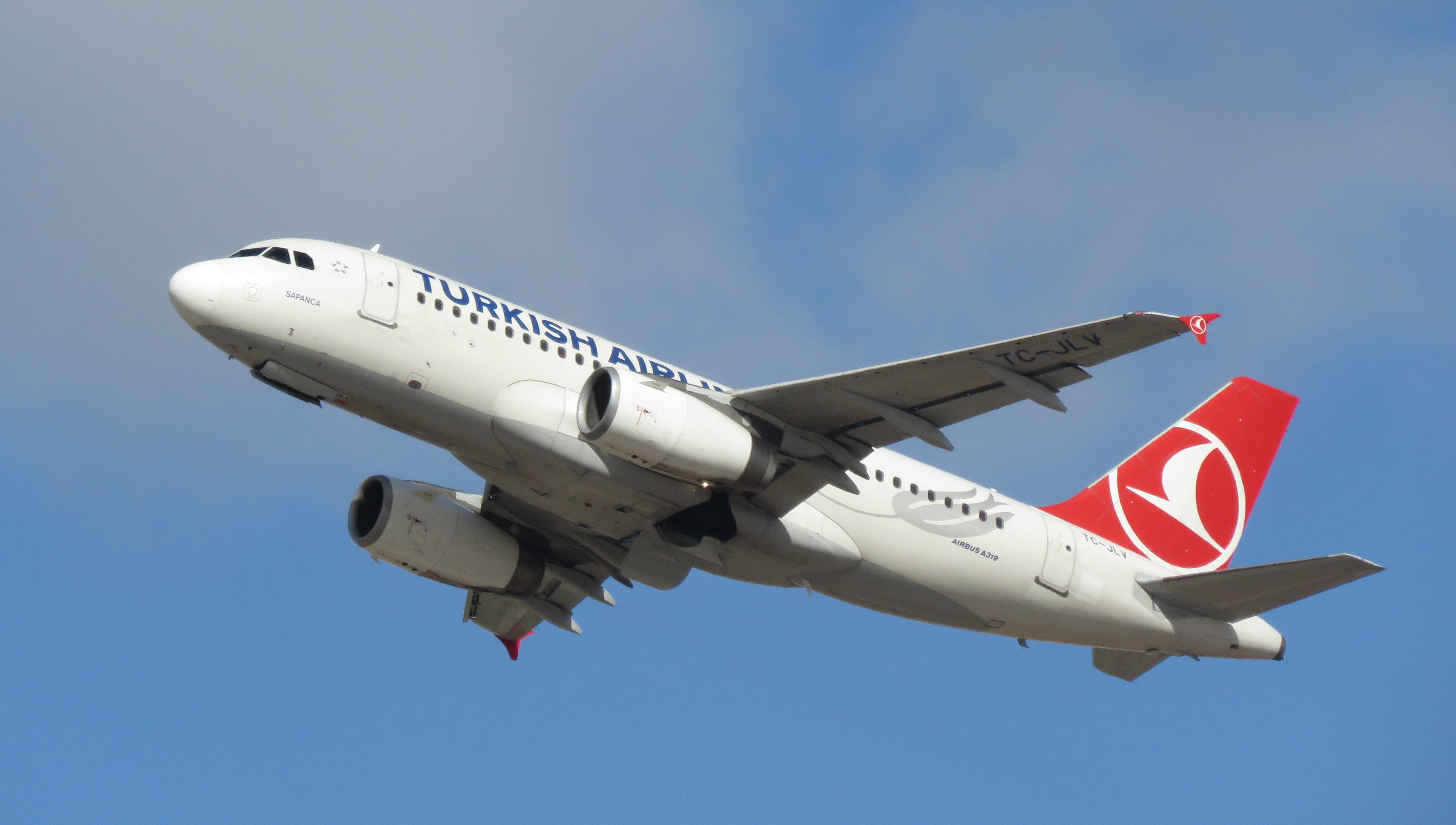
Airbus A319 der Turkish Airlines

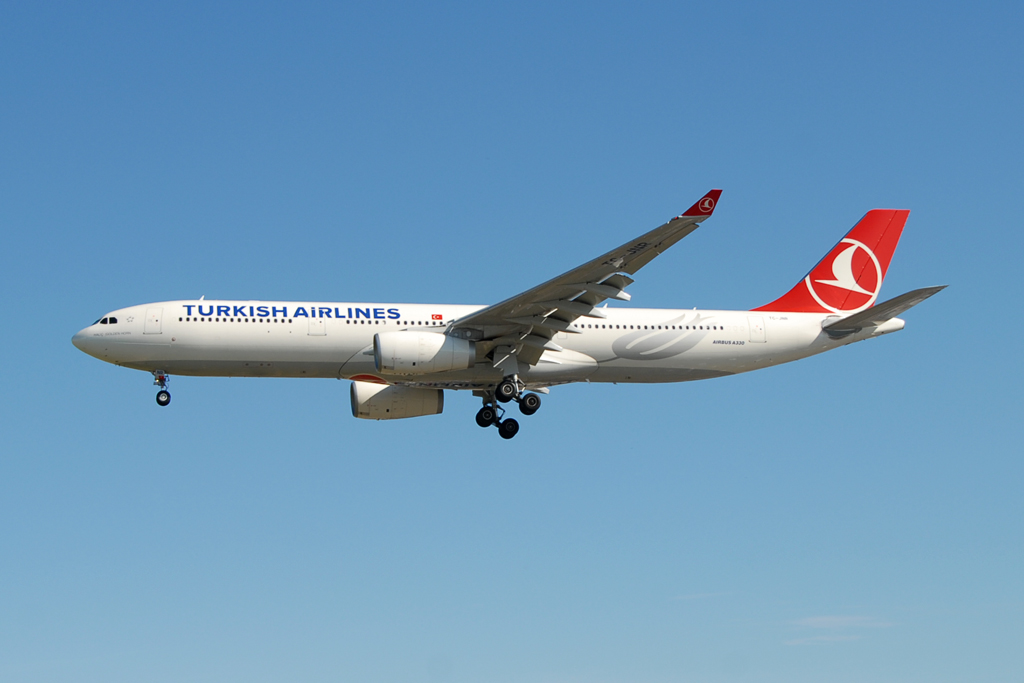
Airbus A330-300 der Turkish Airlines

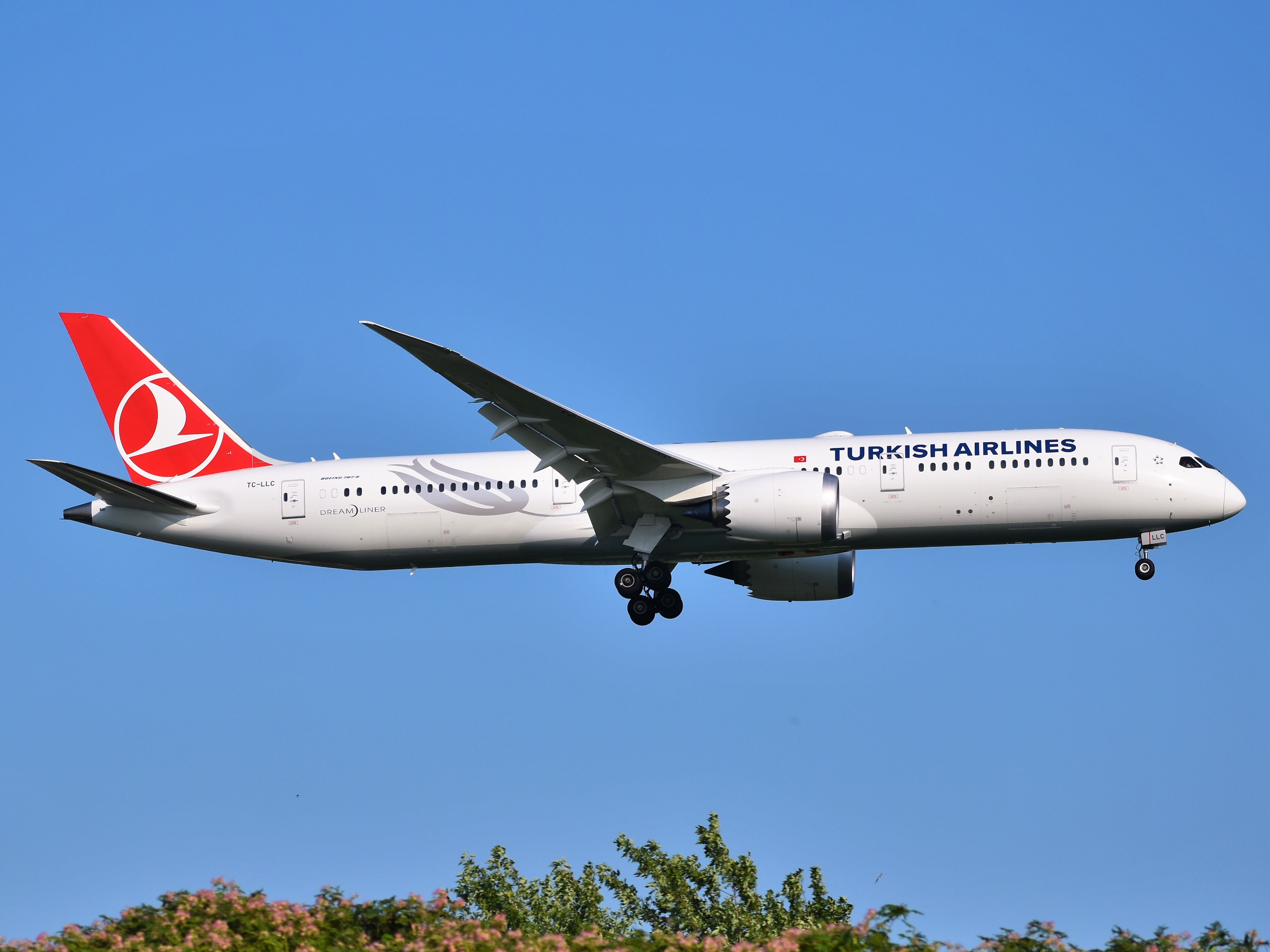
Boeing 787-9 der Turkish Airlines

### Aktuelle Flotte
Stand Dezember 2024 besteht die Flotte der Turkish Airlines aus 373 Flugzeugen mit einem Durchschnittsalter von 9,1 Jahren.

#### Linienflugbetrieb
| Flugzeugtyp      | Anzahl | bestellt | Anmerkungen                                                                | Sitzplätze (Business/Eco)                                        | Durchschnittsalter |
| ---------------- | ------ | -------- | -------------------------------------------------------------------------- | ---------------------------------------------------------------- | ------------------ |
| Airbus A319-100  | 06     |          |                                                                            | 132 (12/132)                                                     | 13,6 Jahre         |
| Airbus A320-200  | 012    |          |                                                                            | 159 (12/147)                                                     | 14,8 Jahre         |
| Airbus A321-200  | 065    | 1        | vier inaktiv; 33 mit Sharklets ausgestattet                                | 178 (20/158) 180 (16/164) 194 (12/184)                           | 12,4 Jahre         |
| Airbus A321neo   | 047    | 180      | achtzehn inaktiv                                                           | 182 (20/162)                                                     | 3,3 Jahre          |
| Airbus A330-200  | 013    |          | zwei inaktiv; erste Auslieferung am 12. Dezember 2005 (TC-JNA)             | 220 (30/190) 250 (18/232) 269 (18/251) 279 (24/255)              | 14,3 Jahre         |
| Airbus A330-200F | 09     |          | einer inaktiv; Frachtflugzeuge; betrieben unter der Marke Turkish Cargo    | Cargo                                                            | 14,3 Jahre         |
| Airbus A330-300  | 037    |          | sechs inaktiv                                                              | 289 (28/261) 291 (28/263) 305 (40/265) 337 (27/310) 345 (27/318) | 11,0 Jahre         |
| Airbus A350-900  | 021    | 067      | erste Auslieferung am 22. Oktober 2020 (TC-LGA)                            | 329 (32/297)                                                     | 2,1 Jahre          |
| Airbus A350-1000 |        | 015      |                                                                            | – Offen –                                                        |                    |
| Airbus A350F     |        | 005      |                                                                            | Cargo                                                            |                    |
| Boeing 737-800   | 040    |          | zwei inaktiv; mit Winglets ausgestattet                                    | 151 (16/135)                                                     | 10,1 Jahre         |
| Boeing 737-900ER | 015    |          | zwei inaktiv; mit Winglets ausgestattet                                    | 151 (16/135) 169 (16/153)                                        | 11,9 Jahre         |
| Boeing 737 Max 8 | 020    | 00025    | eine inaktiv; erste Auslieferung am 17. August 2018 (TC-LCA)               | 151 (16/135)                                                     | 5,8 Jahre          |
| Boeing 737 Max 9 | 005    |          | erste Auslieferung am 1. März 2019 (TC-LYA)                                | 169 (16/153)                                                     | 5,7 Jahre          |
| Boeing 777F      | 008    | 004      | einer inaktiv; Frachtflugzeuge; betrieben unter der Marke Turkish Cargo    | Cargo                                                            | 6,0 Jahre          |
| Boeing 777-300ER | 036    |          | drei geleast von Kenya Airways; zwei betrieben für IndiGo                  | 349 (49/300) 400 (28/372)                                        | 11,6 Jahre         |
| Boeing 787-9     | 023    | 010      | eine inaktiv; erste Auslieferung am 25. Juni 2019 (TC-LLA, weitere TC-LLB) | 300 (30/270)                                                     | 4,0 Jahre          |
| Gesamt           | 373    | 297      |                                                                            |                                                                  | 9,1 Jahre          |

#### Regierungsflugzeuge
Turkish Airlines betreibt sechs Flugzeuge für die türkische Regierung, die ein Durchschnittsalter von 16,5 Jahren haben (Stand: Dezember 2024):
| Flugzeugtyp     | Luftfahrzeugkennzeichen | Anmerkungen |
| --------------- | ----------------------- | ----------- |
| Airbus ACJ318   | TC-ANK                  |             |
| Airbus ACJ319   | TC-IST                  |             |
| Airbus ACJ319   | TC-GVC                  |             |
| Airbus ACJ330   | TC-TUR                  |             |
| Airbus A340-500 | TC-CAN                  |             |
| Boeing 747-8    | TC-TRK                  |             |

#### Ausbildungsflugzeuge
Turkish Airlines bildet ihre Piloten unter anderem auf zwei Cessna Citation Mustang aus.

### Zuvor eingesetzte Flugzeuge

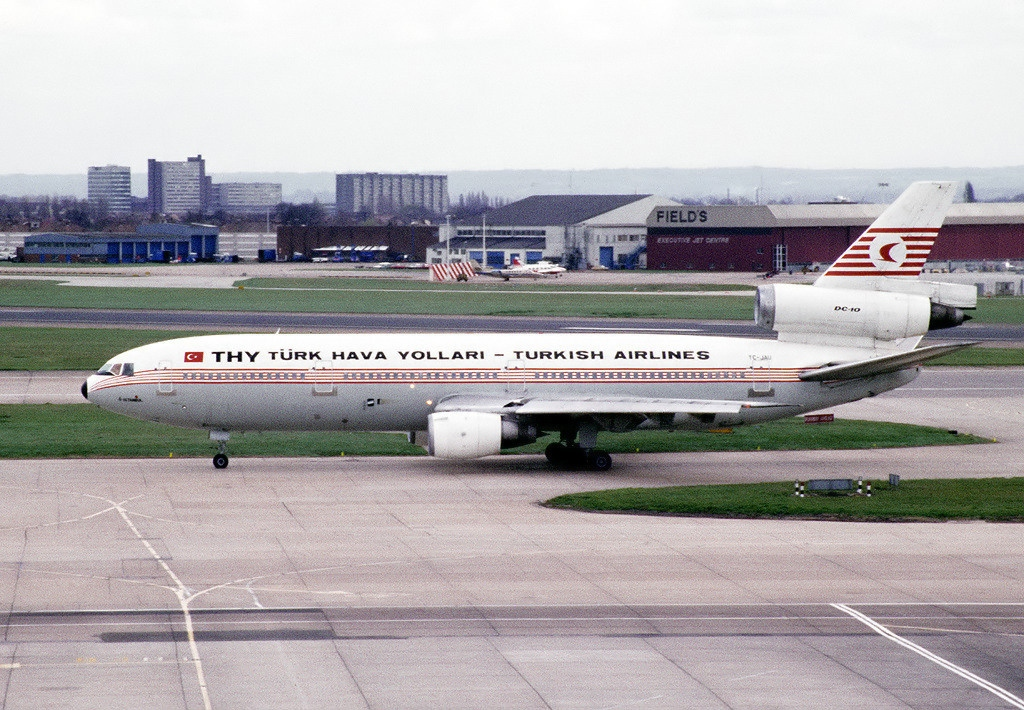
McDonnell Douglas DC-10-10 der Turkish Airlines im Jahr 1985

In der Vergangenheit betrieb Turkish Airlines unter anderem folgende Flugzeugtypen:
- Airbus A300B4-200(FF)
- Airbus A310-200/300
- Airbus A340-300
- Avro RJ70/RJ100
- Boeing 707
- Boeing 727-200
- Boeing 737-400/500/700
- Curtiss Kingbird
- De Havilland Canada DHC-7
- De Havilland DH.84 Dragon
- De Havilland DH.114 Heron
- Douglas DC-3
- Douglas DC-7
- Douglas DC-9-10/30
- McDonnell Douglas DC-10-10/30
- McDonnell Douglas MD-83
- McDonnell Douglas MD-90
- Fairchild F-27
- Fokker F-27
- Fokker F28
- Junkers F 13
- Vickers Viscount

### Flottenpolitik
Alle Flugzeuge der Turkish Airlines werden traditionell nach türkischen Städten benannt. Hierbei gilt folgendes Prinzip: Große Typen wie z. B. Airbus A330/A350 erhalten Großstädte als Paten. Je kleiner der Flugzeugtyp, desto kleiner die namengebende Stadt. Durch die Flottenerweiterung überstieg die Anzahl der Flugzeuge die der 81 türkischen Provinzen, wodurch man die Flugzeuge auch nach bekannten Örtlichkeiten und Begriffen tauft.

### Sonderbemalungen
Die Zugehörigkeit zur Star Alliance wird mit einem Flugzeug pro Typ mit einer Spezialbemalung der Heckflosse ausgedrückt, was alle Partner der Allianz so handhaben. Turkish Airlines weist mit weiteren Bemalungen auf besondere Anlässe hin, wie Jubiläen der Fluggesellschaft, neue Flugziele, Sportveranstaltungen oder andere Events. Außerdem gehören einige Sonderbemalungen zu Sponsoring-Abmachungen.
Viele Sonderbemalungen dienen nur zeitweise und werden später wieder in die Standardfarben umlackiert.
Aktuelle Sonderbemalungen
| Flugzeugtyp      | Luftfahrzeugkennzeichen                                        | Bemalung                                       | Zeitraum | Bild |
| ---------------- | -------------------------------------------------------------- | ---------------------------------------------- | --- | --- |
| Airbus A319-100  | TC-JLU                                                         | "Star Alliance"                                | seit Dezember 2017 | |
| Airbus A320-200  | TC-JPK TC-JPP TC-JPS                                           | "Star Alliance"                                | JPK: seit April 2024 JPP: seit April 2016 JPS: seit Oktober 2016 | |
| Airbus A321-200  | TC-JRA TC-JRB TC-JRD TC-JRL TC-JRP TC-JRR TC-JRS TC-JRY TC-JSG | "Star Alliance"                                | JRA: seit Mai 2011 JRB seit März 2011 JRD: seit Juni 2021 JRL: seit Oktober 2015 JRP: seit Januar 2018 JRR: seit August 2021 JRS: seit Januar 2019 JRY: seit März 2021 JSG: seit September 2021 | |
| Airbus A321-200  | TC-JRF                                                         | "100th Anniversary of the Republic of Turkiye" | seit Oktober 2023 | |
| Airbus A321-200  | TC-JRG                                                         | "Turkey - Discover the potential"              | seit Dezember 2015 | |
| Airbus A321-200  | TC-JRO                                                         | "EuroLeague"                                   | Mai 2011 bis Mai 2013 seit Mai 2017 | |
| Airbus A321-200  | TC-JSU                                                         | "Bio Fuel"                                     | seit April 2022 | |
| Airbus A330-200  | TC-JNB                                                         | "Türkiye"                                      | seit Juli 2021 | |
| Airbus A330-200  | TC-JNC                                                         | "Retro"                                        | seit Oktober 2015 | |
| Airbus A330-300  | TC-JNM                                                         | "UEFA Champions League"                        | seit Dezember 2022 | |
| Airbus A330-300  | TC-LNC                                                         | "300th Aircraft"                               | seit Januar 2016 | |
| Airbus A350-900  | TC-LGH                                                         | "400th Aircraft"                               | seit März 2023 | |
| Boeing 737-800   | TC-JVZ                                                         | "6000th Boeing Next Generation"                | seit Juli 2016 | |
| Boeing 777-300ER | TC-LJH                                                         | "Bio Fuel"                                     | seit November 2023 | Bild gesucht Die Wikipedia wünscht sich an dieser Stelle ein Bild. Weitere Infos zum Motiv findest du vielleicht auf der Diskussionsseite . Falls du dabei helfen möchtest, erklärt die Anleitung , wie das geht. |
| Boeing 777-300ER | TC-LJJ                                                         | "UEFA Champions League"                        | seit März 2023 | Bild gesucht Die Wikipedia wünscht sich an dieser Stelle ein Bild. Weitere Infos zum Motiv findest du vielleicht auf der Diskussionsseite . Falls du dabei helfen möchtest, erklärt die Anleitung , wie das geht. |

Ehemalige Sonderbemalungen
| Flugzeugtyp      | Luftfahrzeugkennzeichen     | Bemalung                             | Zeitraum | Bild |
| ---------------- | --------------------------- | ------------------------------------ | --- | --- |
| Airbus A320-200  | TC-JLC                      | „Retrobemalung der 1970er“           | August 2004 bis Dezember 2006                                                                                                  | |
| Airbus A321-200  | TC-JRK                      | „50 Jahre in Deutschland“            | August 2010 bis März 2011 | |
| Airbus A321-200  | TC-JTP                      | „The Year of Troy“                   | April 2018 bis Januar 2019 | |
| Airbus A330-200  | TC-JIZ                      | „Invest in Turkey“                   | Juni 2022 bis Januar 2023 | |
| Airbus A330-200  | TC-LNB                      | "Star Alliance"                      | September 2015 bis Oktober 2019                                                                                                | |
| Airbus A330-300  | TC-JNI                      | „Istanbul 2020“                      | März bis Oktober 2013 | |
| Airbus A330-300  | TC-JOH                      | „Fußball-Europameisterschaft 2016“   | April bis August 2016 | |
| Airbus A340-300  | TC-JDL                      | "Star Alliance"                      | März 2008 bis März 2015 | |
| Boeing 737-800   | TC-JFV                      | „Manchester United“                  | März 2010 bis Juli 2011 | |
| Boeing 737-800   | TC-JGU                      | „100th Aircraft“                     | August 2006 bis September 2007                                                                                                 | |
| Boeing 737-800   | TC-JGY                      | FC Barcelona                         | Januar 2010 bis November 2011                                                                                                  | |
| Boeing 737-800   | TC-JHF                      | „Basketball-Weltmeisterschaft 2010“  | August 2010 bis Mai 2011 | |
| Boeing 737-800   | TC-JHL                      | „Globally Yours“                     | März 2012 bis Mai 2013 | |
| Boeing 737-800   | TC-JHU                      | „Borussia Dortmund“                  | Mai 2013 bis Dezember 2014 | |
| Boeing 737-800   | TC-JFH TC-JFI TC-JHC TC-JHE | "Star Alliance"                      | JFH: März 2009 bis Juni 2016 JFI: August 2009 bis Mai 2016 JHC: Dezember 2015 bis April 2021 JHE: Dezember 2015 bis April 2021 | |
| Boeing 737-900ER | TC-JYI                      | „200th Aircraft“                     | November 2012 bis April 2013                                                                                                   | |
| Boeing 737-900ER | TC-JYP                      | „Turkey National Football Team“      | Mai bis August 2016 | |
| Boeing 777-300ER | TC-JJI                      | „FC Barcelona“                       | Mai 2011 bis Juni 2013 | |
| Boeing 777-300ER | TC-JJN                      | „Batman v Superman: Dawn of Justice“ | Januar bis November 2016 | |
| Boeing 777-300ER | TC-JJU                      | „Istanbul–San Francisco“             | April bis September 2015 | Bild gesucht Die Wikipedia wünscht sich an dieser Stelle ein Bild. Weitere Infos zum Motiv findest du vielleicht auf der Diskussionsseite . Falls du dabei helfen möchtest, erklärt die Anleitung , wie das geht. |

## Service

### Kabinenprodukt
Der Service der Turkish Airlines gliedert sich in ein System von zwei Beförderungsklassen, die Business-Class und die Economy-Class. Die Premium Economy-Class hat die Fluggesellschaft im Jahr 2016 mangels Nachfrage abgeschafft.

#### Business-Class
Es gibt auf der Langstrecke zurzeit zwei Business-Classes. In den neueren Langstreckenflugzeugen (Boeing 787 und Airbus A350) wird eine 1-2-1 Konfiguration eingebaut. Der Sitzabstand beträgt 111 cm. Die Sitze lassen sich in flache, 193 cm lange Liegeflächen umwandeln. Die ältere Business-Class wird in einer 2-3-2 Konfiguration in den Boeing 777 und in einer 2-2-2 Konfiguration in den Airbus A330 Flugzeugen eingebaut. Auch diese Sitze lassen sich in flache Liegeflächen, welche 196 cm lang sind, umwandeln. Die Verpflegung besteht aus mehreren Mahlzeiten, die der Passagier zusammenstellen kann.
Auf der Kurzstrecke der Turkish Airlines wird eine 2-2 Bestuhlung eingesetzt. Das Prinzip des „Class Dividers“ verwendet die Fluggesellschaft noch in ein paar älteren Maschinen (der mittlere Sitz bleibt dann jeweils frei). Die Sitze auf der Kurzstrecke unterscheiden sich in Breite und Sitzabstand von denjenigen der Economy-Class. Diese Business-Class befindet sich in den Boeing 737 und Airbus A320.

#### Economy-Class
Die 2018 vorgestellte Economy-Class-Kabine wird in alle Boeing 737 und Airbus A321 eingebaut. Jeder Sitz verfügt über einen Bildschirm mit einem Inflight Entertainment System. Auf Inlandsflügen erhält man warme Sandwiches und Getränke, auf internationalen Flügen eine warme Mahlzeit mit türkischem Tee oder Kaffee im Anschluss zum Dessert.
In den Langstreckenflugzeugen befindet sich eine „Snack Bar“, eine kleine Theke, von der die Passagiere zwischen den Mahlzeiten Getränke und Snacks holen können.

### Lounges
Turkish Airlines betreibt an den Flughäfen Bangkok-Suvarnabhumi, Istanbul, Moskau-Wnukowo, Nairobi, Washington-Dulles sowie an Flughäfen in der Türkei eigene Lounges. Dabei wird zwischen drei Lounges unterschieden. Die Lounge Business ist für Business-Class Passagiere und Passagiere mit dem Star Alliance Gold-Status vorgesehen und weltweit an sechs verschiedenen Flughäfen vorhanden. In die Lounge Miles&Smiles haben Miles&Smiles Passagiere mit dem Status Elite Plus, Elite oder Classic Plus am Flughafen Istanbul Zugang. Weiter können sowohl Business Class als auch Miles&Smiles Mitglieder und Passagiere mit dem Star-Alliance-Gold-Status die Lounge Domestic nutzen, welche an den meisten türkischen Flughäfen angeboten wird. In den Lounges bereiten Köche Gerichte zu. Es befinden sich einige Konferenzzimmer in der Lounge. Für Reisende mit einem längeren Zwischenstopp stehen Suiten zur Verfügung. Den Reisenden stehen eigene Check-In- und Sicherheitseinrichtungen sowie Passkontrollen zur Verfügung. Per CIP-Bus gelangen diese dann zum Flugzeug.

## Tochtergesellschaften/Geschäftsbereiche

### SunExpress
Nachdem man eine starke Nachfrage an Direktflügen von den D-A-CH Ländern nach Antalya und Izmir festgestellt hatte, wurde das Unternehmen 1989 als Joint Venture der Lufthansa und Turkish Airlines mit zunächst einer Boeing 737-300 und 64 Mitarbeitern gegründet. Sunexpress ist eine Charterfluggesellschaft, die heute viele europäische Orte mit der Türkei und anderen Zielen am Mittelmeer anfliegt.

### AJet (ehemals als AnadoluJet)
Die Unternehmenssparte AnadoluJet wurde im Februar 2008 von Turkish Airlines als virtuelle Fluggesellschaft eingerichtet. Sie übernahm alle nationalen Flugstrecken der Turkish Airlines ab Ankara und Istanbul Sabiha Gökçen. Im Gegenzug hatte Turkish Airlines alle Inlandflüge ab diesen beiden Flughäfen gestoppt. Bis zum 31. März 2024 musste sie das Air Operator Certificate der Turkish Airlines nutzen, da es sich nicht um eine virtuelle und nicht eigenständige Fluggesellschaft handelte.

### Turkish Cargo
1969 erhielt Turkish Cargo den ersten Frachter, eine Fairchild F-27. In den darauffolgenden Jahren stießen weitere Flugzeuge zur Flotte. Ab 2010 begann ein starkes Wachstum. Im Jahr 2018 wurde ein Wachstum der Cargo-Abteilung von 19,4 % verzeichnet.
Turkish Cargo operiert mit insgesamt 23 Frachtflugzeugen, wobei acht davon im Wet-Lease für die Turkish Cargo betrieben werden. Turkish Cargo profitiert zudem vom Netz der Turkish Airlines. Zusätzlich vermarktet sie die Frachtkapazitäten der Passagierflugzeuge (sogenannte Belly-Kapazitäten) von Turkish Airlines und AJet.

### Air Albania
Nachdem die Albanian Airlines im Jahr 2011 den Betrieb eingestellt hatte, begannen bereits Gespräche mit diversen Fluggesellschaften bezüglich der Gründung eines neuen albanischen Flagcarriers. Im Juli 2018 waren die Vorbereitungen so weit vorangeschritten, dass Turkish Airlines einen ihrer Airbus A319 an die Air Albania verleaste. Das Flugzeug wurde umlackiert, trägt aber immer noch ein türkisches Luftfahrzeugkennzeichen. Auch die Kabine wurde neu gestaltet. Heute besteht die Flotte aus zwei Airbus A320. Air Albania fliegt ab Tirana nach vielen westeuropäischen Ländern sowie in die Türkei. Von der Fluggesellschaft gehören 51 % der Anteile albanischen Firmen, 49 % der Turkish Airlines.

### Turkish Technic
2006 wurde die Flugzeuginstandhaltung in die neugegründete Turkish Technic überführt. Diese betreibt neun Hangars in der Türkei, sowie den HABOM-Komplex am Flughafen Istanbul Sabiha-Gökçen. Heute ist sie eine der führenden Anbieterinnen für MRO-Dienstleistungen in Vorderasien.

### Turkish DO&CO
2007 wurde das Joint Venture Turkish Do&Co mit der österreichischen Do&Co gegründet. Die Catering-Firma mit Sitz in Istanbul bereitet warme Mahlzeiten, Sandwiches, sowie Getränke in der Türkei für die Turkish Airlines und weitere Kunden vor. Es wird für Flüge und die Lounges der Turkish Airlines verwendet.

### TGS (Turkish Ground Services)
Im August 2008 gegründet, ist die TGS für die Bodenabfertigung der Flugzeuge der Turkish Airlines an allen türkischen Flughäfen zuständig. Es ist ein Joint Venture mit der Ground Handling Firma Havaş.

## Zwischenfälle
Insgesamt kam es bei der Gesellschaft von 1950 bis August 2022 zu 31 Totalschäden von Flugzeugen. Dabei wurden 955 Menschen getötet.
Zwischen 1950 und 1956 verlor Turkish Airlines (als Devlet Hava Yolları – DHY) fünf Flugzeuge, wobei insgesamt 54 Menschen starben.
Danach gingen bis 1990 unter dem Namen Türk Hava Yolları 16 Flugzeuge verloren, wobei insgesamt 754 Menschen getötet wurden.
Anschließend verlor die Gesellschaft bis August 2022 noch einmal zehn Flugzeuge mit insgesamt 147 Todesopfern.
In den Jahren 2018 bis 2020 landete die Fluggesellschaft mit einem Safety Risk Index von 68,78 %, 72,40 % und 73,04 % (Bestwert: 100,00 %) im JACDEC Airline Safety Ranking jeweils auf dem 92. Platz der 100 größten Fluggesellschaften nach Passagierkilometern.
Die Indexberechnung berücksichtigt neben umwelt- und unternehmensspezifischen Faktoren wie dem Alter der Flotte die Anzahl der schweren Zwischenfälle der letzten 30 Jahre im Verhältnis zu den Passagierzahlen. Neuere Ereignisse werden dabei höher gewichtet. Im Fall von Turkish Airlines wurden 38 schwere Zwischenfälle bei Passagierflügen verzeichnet. Bei 4 Flugunfällen starben 57 Personen im Jahr 1994, 6 im Jahr 1999, 75 im Jahr 2003 und 9 im Jahr 2009.
Nach dem letzten Unfall einer Boeing 747 im Jahr 2017, welche im Wetlease für Turkish Airlines flog, versuchte die Fluggesellschaft die Berichterstattung zensieren zu lassen. Bei dem Unfall kamen 39 Menschen ums Leben.

### Flugunfälle
(nur Auszüge)
- Am 25. März 1950 verunglückte eine aus Istanbul kommende Douglas DC-3/C-47A-75-DL der Türkiye Devlet Hava Yolları (DHY) (Luftfahrzeugkennzeichen TC-BAL) bei der Landung auf dem Militärflugplatz Ankara-Etimesgut und fing Feuer. Dabei wurden alle 15 Insassen getötet, 4 Besatzungsmitglieder und 11 Passagiere.[84]

- Am 19. November 1951 wurde eine aus Ankara kommende Douglas DC-3/C-53-DO der Devlet Hava Yolları (DHY) (TC-ACA) beim Anflug auf den Flughafen Kairo-International in eine Sanddüne geflogen. Bei diesem CFIT, Controlled flight into terrain, wurden alle 5 Insassen getötet.[85]

- Am 25. September 1953 stürzte eine Douglas DC-3/C-47A-35-DL der Türkiye Devlet Hava Yolları (DHY) (TC-EGE) nach dem Start vom Flughafen Ankara-Etimesgut (Türkei) in ein trockenes Flussbett, nachdem  ein Triebwerksbrand entstanden war. Von den 21 Insassen kamen ums 5 Leben, vier Besatzungsmitglieder und ein Passagier.[86]

- Am 5. Januar 1954 wurde eine Douglas DC-3/C-47A-80-DL der Türkiye Devlet Hava Yolları (DHY) (TC-BAG) 31 Kilometer nordöstlich des Zielflughafens Çanakkale (Türkei) in einen Hügel geflogen. Bei diesem CFIT (Controlled flight into terrain) wurden 4 der 10 Insassen getötet, 2 Besatzungsmitglieder und 2 Passagiere.[87]

- Am 3. April 1954 stürzte eine vom Flughafen Adana nach Istanbul gestartete Douglas DC-3/C-47A-80-DL der Devlet Hava Yolları (DHY) (TC-ARK) 15 Minuten nach dem Start ab. Alle 25 Insassen wurden getötet, 5 Besatzungsmitglieder und 20 Passagiere.[88]

- Am 17. Februar 1959 wurde eine Vickers 794D Viscount der Türk Hava Yolları – THY (TC-SEV) beim Landeanflug auf den Flughafen London-Gatwick in den Boden geflogen (CFIT, Controlled flight into terrain). Die aus Rom kommende Maschine unterschritt den Gleitpfad des Instrumentenlandesystems und kollidierte 5,2 Kilometer westlich des Flughafens mit Bäumen und fing Feuer. Von den 24 Menschen an Bord wurden 14 getötet.[89]

- Am 23. September 1961 wurde eine Fokker F-27-100 der Türk Hava Yolları - THY (TC-TAY) 18 Kilometer vor dem Zielflughafen Ankara-Esenboğa in einen Berg geflogen. Bei diesem CFIT, Controlled flight into terrain, wurden von den 29 Insassen 28 getötet, alle 4 Besatzungsmitglieder und 24 Passagiere.[90]

- Am 8. März 1962 wurde eine Fairchild F-27 der Türk Hava Yollari – THY (TC-KOP) im Anflug auf den Flughafen Adana (Türkei) in das Taurusgebirge geflogen. Durch diesen CFIT (Controlled flight into terrain) infolge von Pilotenfehlern wurden alle 11 Insassen getötet.[91]

- Am 28. Juni 1962 verunglückte eine Douglas DC-3/C-47A-20-DL der Türk Hava Yolları – THY (TC-EFE) im Anflug auf die Bandırma Air Base (Türkei). Die Maschine kam vom Flughafen Çanakkale. Alle drei Besatzungsmitglieder, die einzigen Insassen, überlebten den Unfall.[92]

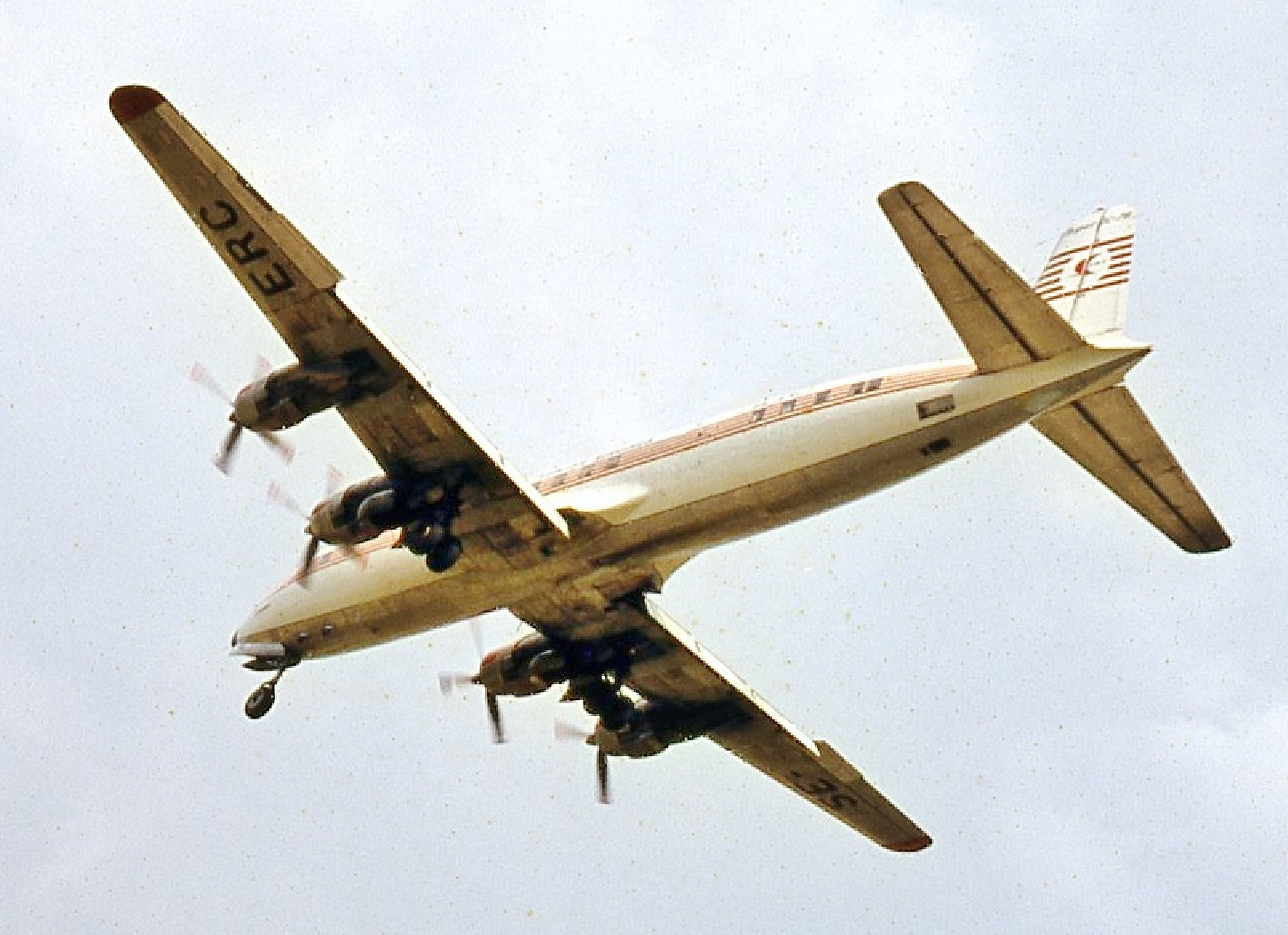
Die 1968 in München verunglückte Douglas DC-7, Frankfurt 1967

- Am 3. Februar 1964 wurde eine Douglas DC-3/C-47A-5-DK der Türk Hava Yolları – THY (TC-ETI) im Anflug auf den Flughafen Ankara-Esenboğa (Türkei) 12 Kilometer davor ins Gelände geflogen. Bei diesem CFIT (Controlled flight into terrain) wurden alle 3 Besatzungsmitglieder getötet, die einzigen Insassen auf dem Frachtflug.[93]

- Am 20. Januar 1968 brach bei einer Douglas DC-7B der Türk Hava Yolları – THY (SE-ERC) während der Landung auf dem Flughafen München-Riem das Bugfahrwerk zusammen. Die von Transair Sweden gemietete Maschine geriet von der Landebahn ab. Alle 38 Insassen (6 Besatzungsmitglieder und 32 Passagiere) blieben unverletzt. Das Flugzeug wurde irreparabel beschädigt.[94]

- Am 2. Februar 1969 wurde mit einer Viscount 794D der Türk Hava Yolları – THY (TC-SET) beim Landeanflug auf den Flughafen Ankara-Esenboğa zu tief angeflogen; sie kollidierte mit einem Strommast, stürzte ab und fing Feuer. Alle 26 Insassen überlebten den Unfall.[95]

- Am 17. Februar 1970 wurde eine Fokker F-27-100 der Türk Hava Yollari – THY (TC-TEZ) auf dem damaligen Flughafen Samsun-Samair (Türkei) zu weit hinten auf der Landebahn aufgesetzt und überrollte das Landebahnende in schlammigen Boden hinein. Die Maschine wurde irreparabel beschädigt. Alle 29 Insassen, Besatzungsmitglieder und Passagiere, überlebten den Unfall.[96]

- Am 21. Januar 1972 musste eine Douglas DC-9-32 der Türk Hava Yolları (TC-JAC) auf einem Flug vom Flughafen Ankara zum Flughafen Damaskus aufgrund von Problemen mit dem Kabinendruck auf dem Flughafen Adana notlanden. Beim zweiten Landeanflug stürzte die Maschine ab. Es befanden sich keine Passagiere an Bord. Von den fünf Besatzungsmitgliedern kam eine Person ums Leben.[97]

- Am 18. August 1972 landete eine Fairchild F-27 der Türk Hava Yollari – THY (TC-KOC) auf dem Flughafen Istanbul-Yeşilköy (Türkei) mit eingefahrenem Fahrwerk auf der Landebahn 06/24. Das Flugzeug wurde irreparabel beschädigt. Alle 40 Insassen, Besatzungsmitglieder und Passagiere, überlebten den Unfall.[98]

- Am 26. Januar 1974 kam es beim Start einer Fokker F28 Fellowship 1000 der Türk Hava Yolları (TC-JAO) am Flughafen Izmir zu einem schweren Unfall. In acht bis zehn Meter Höhe kam es zu einem Strömungsabriss, die Maschine drehte sich plötzlich nach links und stürzte 100 Meter von der Piste entfernt ab. Von den 73 Insassen kamen 66 ums Leben. Die Maschine sollte nach İstanbul-Atatürk fliegen. Unfallursachen waren zu starkes Rotieren (Anheben der Nase) und Raureif auf den Tragflächen (siehe auch Turkish-Airlines-Flug 301).[99][100]

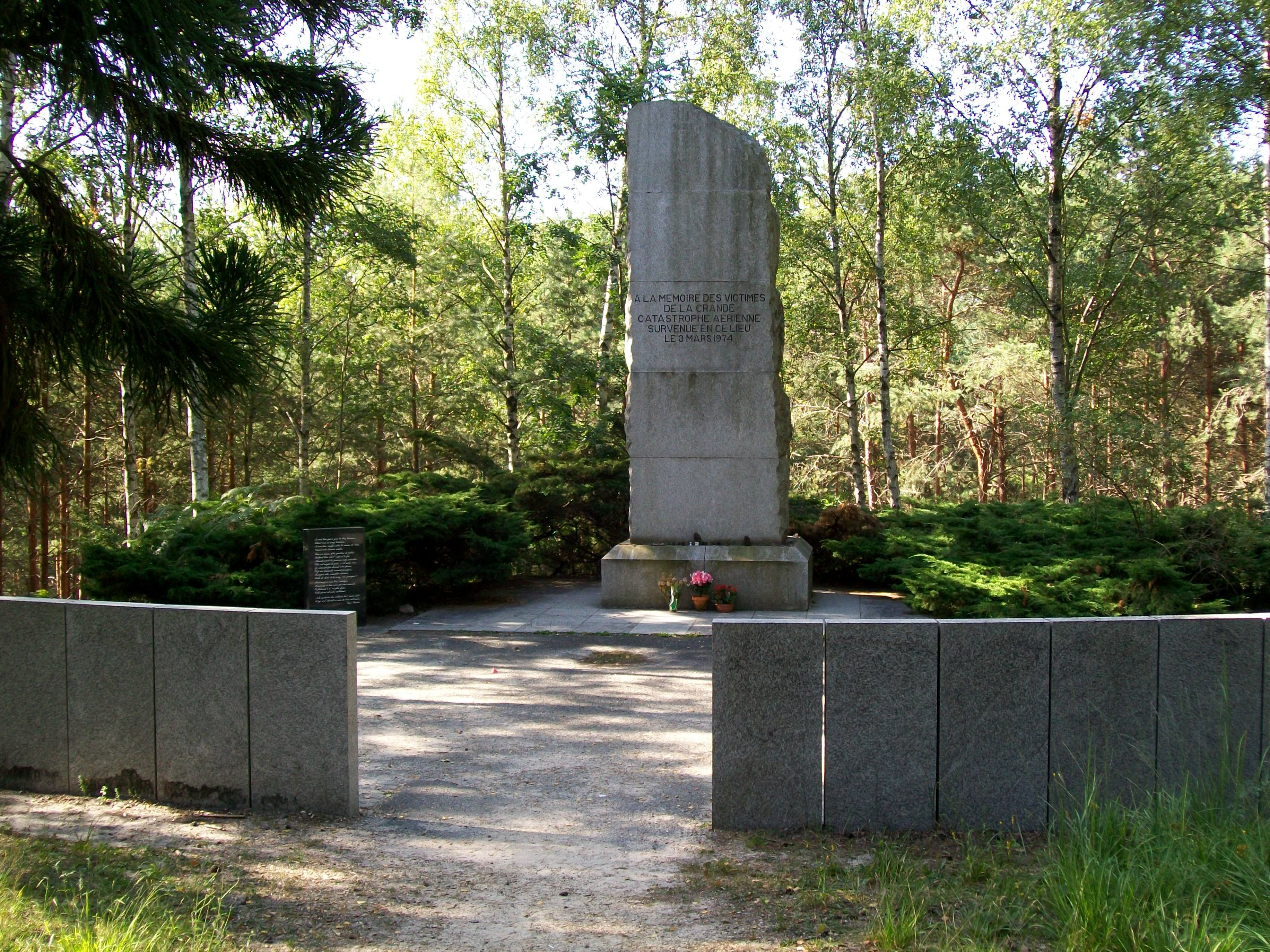
Gedenkstätte im Wald von Ermenonville in Erinnerung an die Opfer von Turkish-Airlines-Flug 981

- Am 3. März 1974 ereignete sich das verheerendste Unglück in der Geschichte der Turkish Airlines, als alle 333 Passagiere und die 13 Besatzungsmitglieder an Bord einer vollbesetzten McDonnell Douglas DC-10 (TC-JAV) beim Absturz unmittelbar nach dem Start in Paris-Orly ums Leben kamen. Ursache war die unsachgemäße Verriegelung der hinteren Frachtluke am Boden, die konstruktionsbedingt anfällig für derartige Probleme war (siehe auch Turkish-Airlines-Flug 981).[101][102]

- Am 30. Januar 1975 mussten die Piloten einer aus Izmir kommenden Fokker F28 Fellowship 1000 der Türk Hava Yolları (TC-JAP) ihren bereits eingeleiteten Landeanflug abbrechen, da auf dem Flughafen Istanbul-Yesilköy aufgrund einer elektrischen Störung die Landebahnbefeuerung ausgefallen war. Nachdem diese über die Notstromversorgung wieder aktiviert wurde und die Besatzung um Landeerlaubnis bat, wies die Flugsicherung diese aufgrund des bevorstehenden Starts einer Boeing 707 der Pan Am an, eine verlängerte Warteschleife zu fliegen.[103]

Als die Fluglotsen zehn Minuten später versuchten, Kontakt mit der Maschine aufzunehmen, erhielten sie keine Antwort, da die Piloten die Maschine 30 Kilometer westlich ins Wasser geflogen hatten (CFIT, Controlled flight into terrain). Die Überreste der mit 38 Passagieren und vier Besatzungsmitgliedern besetzten Maschine wurden erst sieben Jahre später auf dem Grund des Marmarameeres lokalisiert (siehe auch Turkish-Airlines-Flug 345).
- Am 19. September 1976 wurde eine Boeing 727-200 der Türk Hava Yolları (TC-JBH)auf dem Weg von Istanbul nach Antalya in den Hang eines Hügels bei Karatepe in Isparta geflogen. Durch diesen CFIT (Controlled flight into terrain) infolge von Pilotenfehlern wurden alle 154 Insassen getötet, acht Besatzungsmitglieder und 146 Passagiere.[105]

- Am 23. Dezember 1979 wurde eine Fokker F28-1000 (TC-JAT) der Türk Hava Yolları auf dem Weg vom Flughafen Samsun nach Ankara mit insgesamt 41 Passagieren und 4 Besatzungsmitgliedern an Bord im Anflug gegen einen Hügel geflogen, 32 Kilometer nördlich des Zielflughafens Flughafen Ankara-Esenboğa beim Ort Kuyumcuköy. Der Anflug sollte mithilfe des Instrumentenlandesystems durchgeführt werden, jedoch kam das Flugzeug von der Anflugroute ab und wurde dabei zerstört. Von den insgesamt 45 Insassen kamen 41 ums Leben, darunter drei der vier Besatzungsmitglieder und 38 der 41 Fluggäste.[106]

- Am 16. Januar 1983 setzte eine Boeing 727-2F2 der Türk Hava Yolları (TC-JBR) auf dem Flug vom Flughafen Istanbul-Yesilköy zum Flughafen Ankara 50 Meter vor der Landebahn auf, brach auseinander und geriet in Brand. Die siebenköpfige Besatzung überlebte, von den 60 Passagieren kamen 47 ums Leben (siehe auch Turkish-Airlines-Flug 158).[107]

- Am 29. Dezember 1994 wurde eine Boeing 737-400 der Turkish Airlines  (TC-JES) von Ankara kommend beim Landeanflug auf den Flughafen Ferit Melen in Van gegen einen Berg geflogen. Die Maschine prallte in etwa 1700 Metern Höhe bei schlechter Sicht und Schneegestöber in den Berg. Durch diesen CFIT (Controlled flight into terrain) wurden fünf der sieben Besatzungsmitglieder sowie 52 der 69 Passagiere getötet (siehe auch Turkish-Airlines-Flug 278).[108]

- Am 11. Januar 1998 wurde eine Avro RJ100 der Turkish Airlines (TC-THF) im Anflug auf die Landebahn 21 am alten Flughafen Samsun-Samair (Türkei) durchgestartet. Die Piloten flogen dann offenbar eine 180-Grad-Kurve, um auf der Piste 03 zu landen. Die Maschine setzte lang und schnell auf. Sie kam von der Landebahn ab und flog 67 m einen Hang hinunter. Alle 74 Insassen, sechs Besatzungsmitglieder und 68 Passagiere, überlebten den Unfall. Das Flugzeug wurde zerstört.[109]

- Am 7. April 1999 stürzte eine Boeing 737-400 der Turkish Airlines (TC-JEP) bei schlechtem Wetter nach dem Start vom Flughafen Adana bei Ceyhan beim Steigflug ab. Die Piloten verloren nach Ausfall der Geschwindigkeitsanzeigen die Kontrolle über das Flugzeug, da die Heizung des Pitot-Statik-Systems während der Vorbereitungen nicht aktiviert worden war, weil die Checkliste nur unvollständig abgearbeitet worden war. Die 737 befand sich auf einem Überführungsflug, es waren keine Passagiere an Bord. Alle sechs Besatzungsmitglieder kamen ums Leben (siehe auch Turkish-Airlines-Flug 5904).[110]

- Am 22. April 2000 überrollte eine Avro RJ70 der Turkish Airlines (TC-THL) bei der Landung auf dem Flughafen Siirt (Türkei) das Landebahnende der 1800 Meter langen, nassen Bahn. Das Flugzeug wurde irreparabel beschädigt. Alle 46 Insassen überlebten den Unfall.[111]

- Am 8. Januar 2003 wurde eine Avro RJ100 der Turkish Airlines (TC-THG) im Endanflug nahe dem Diyarbakir Airport (Türkei) vor der Landebahn in den Boden geflogen. Beim Durchfliegen einer Nebelbank verloren die Piloten die Orientierung und setzten vor der Landebahn auf. Dabei zerbrach das Flugzeug in mehrere Teile und begann zu brennen. Durch diesen CFIT (Controlled flight into terrain) infolge von Pilotenfehlern wurden 75 Insassen getötet, nur fünf Menschen überlebten (siehe auch Turkish-Airlines-Flug 634).[112]

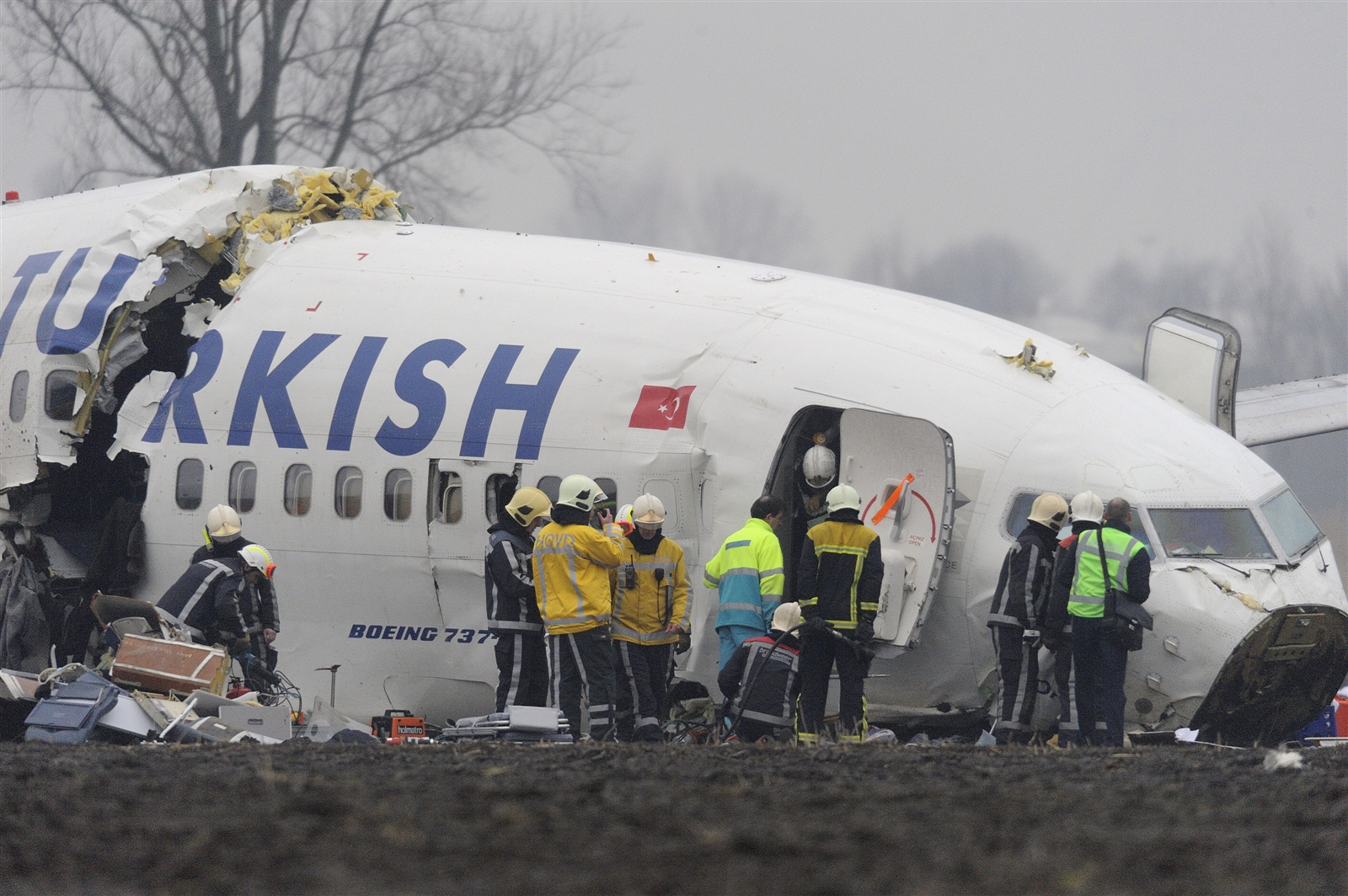
Die am 25. Februar 2009 abgestürzte Boeing 737-800

- Am 25. Februar 2009 stürzte eine Boeing 737-800 im Endanflug auf Amsterdam auf ein Feld nahe einer Siedlung vor dem Flughafen Amsterdam Schiphol und brach auseinander. Von den 128 Passagieren und sieben Besatzungsmitgliedern an Bord kamen neun Menschen ums Leben, darunter auch alle drei Piloten. Im abschließenden Untersuchungsbericht sieht die niederländische Flugsicherheitsbehörde die Ursache in einem Defekt im Radar-Höhenmesser, auf den die Besatzung fehlerhaft reagierte (siehe auch Turkish-Airlines-Flug 1951).[113]

- Am 31. Oktober 2010 kam ein Airbus A310-304F der Turkish Airlines Cargo (TC-JCV) bei der Landung auf dem Flughafen Casablanca nach links von der Landebahn ab. Den Piloten gelang es zwar, die Maschine zurück auf das Rollfeld zu lenken, jedoch hatte ein Triebwerk durch Erde Schaden genommen. Die 22 Jahre und 9 Monate alte Maschine wurde aufgrund des Vorfalls als wirtschaftlicher Totalschaden abgeschrieben.[114]

- Am 4. März 2015 landete ein Airbus A330-300 der Turkish Airlines bei der Landung am Flughafen Kathmandu neben der Piste. Von den 224 Passagieren und Besatzungsmitgliedern kam niemand zu Schaden.[115] Da es in Nepal an entsprechendem Räumungsgerät fehlt und dieses aus Indien herbeigeschafft werden musste, war der Flughafen von Kathmandu für 72 Stunden geschlossen.[116][117] Das Flugzeug musste abgeschrieben werden und wurde im Jahr 2017 zu einem Museum umgebaut.[118]

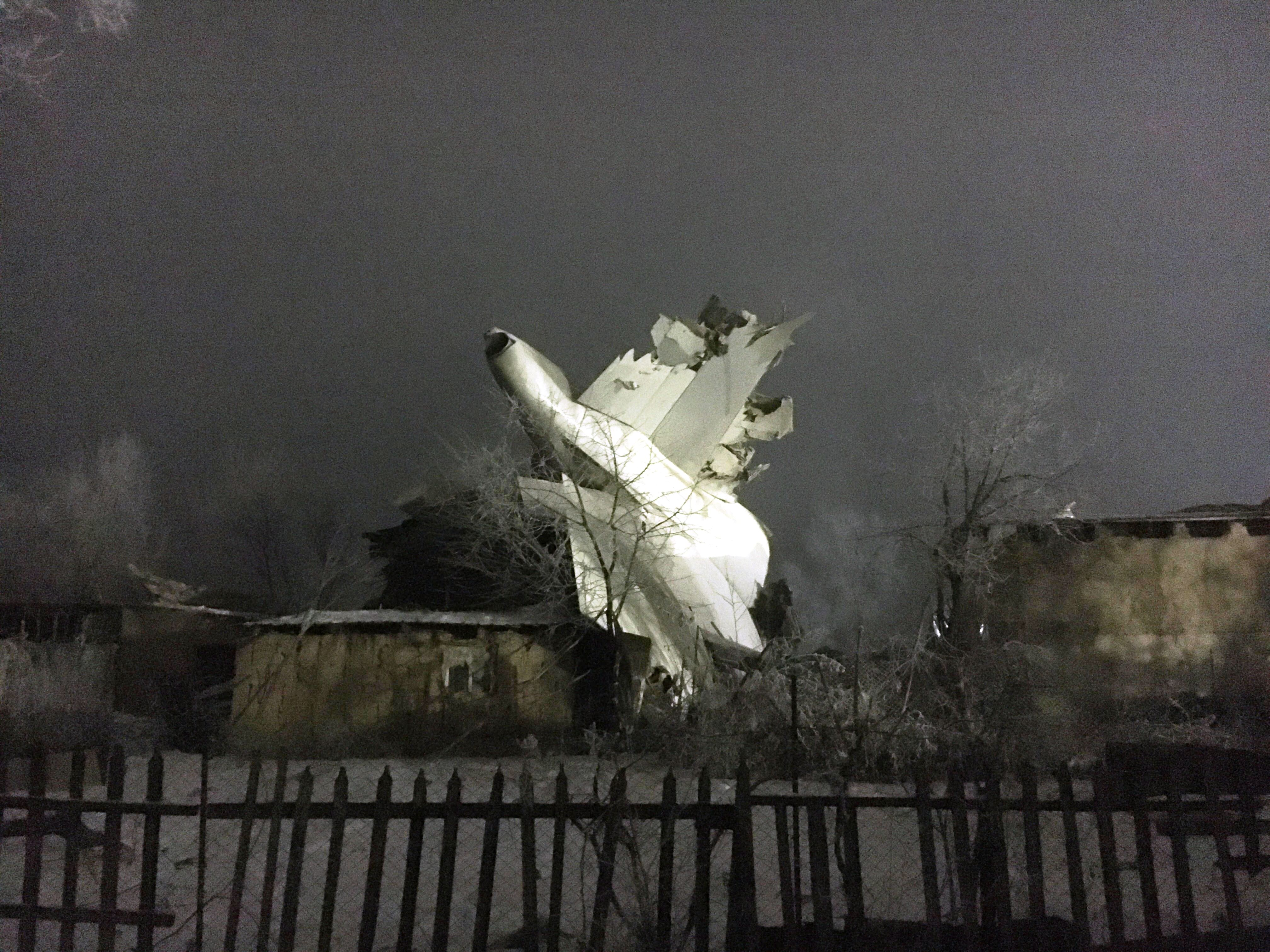
Das Heck der am 16. Januar 2017 verunglückten Boeing 747-400F

- Am 25. April 2015 kam ein aus Mailand kommender Airbus A320-200 der Turkish Airlines (TC-JPE) auf der Landebahn 05 des Flughafens Istanbul-Atatürk sehr hart auf und streifte den Boden mit dem rechten Triebwerk. Die Piloten entschieden sich durchzustarten, um anschließend auf der 400 Meter längeren 17L/35R Landebahn zu landen. Der Flughafen wurde gesperrt, nachdem die Piloten einen Notruf abgesetzt hatten, da sie Probleme mit dem rechten Triebwerk hatten. Als das beschädigte rechte Fahrwerk bei der Landung zusammenbrach, drehte sich das Flugzeug um fast 180° nach rechts und kam dann zum Stillstand. Alle 97 Passagiere und die Crew überlebten die Bruchlandung. Das Flugzeug wurde irreparabel beschädigt.[119][120]

- Am 16. Januar 2017 stürzte eine Boeing 747-412F im Anflug auf den Flughafen Manas in Bischkek (Kirgisistan) in ein Wohngebiet. Alle vier Besatzungsmitglieder und 35 Anwohner kamen dabei ums Leben. Das Flugzeug wurde von ACT Airlines betrieben und war von Turkish Airlines gechartert worden (siehe auch Turkish-Airlines-Flug 6491).[121][122][123]

### Andere Zwischenfälle
- Am 29. Oktober 1998, dem 75-jährigen Jubiläum der türkischen Republik, entführte ein bewaffneter Mann eine Boeing 737-400 auf dem Turkish-Airlines-Flug 487, die von Adana nach Ankara-Esenboğa fliegen sollte. Der Entführer gab an gegen den „schmutzigen Krieg“ der türkischen Regierung gegen ethnische Kurden in der Türkei zu protestieren. Er verlangte, nach Lausanne in die Schweiz gebracht zu werden, stimmte jedoch der Bitte des Piloten zu, zum Auftanken in Sofia zu landen. Der Pilot landete jedoch ohne Wissen des Entführers stattdessen in Ankara. Nach 7 Stunden erfolgloser Verhandlungen wurde das Flugzeug gestürmt und der Entführer erschossen. Es gab keine weiteren Todesopfer oder Verletzten.[124]
- Die vorletzte Flugzeugentführung datiert vom 3. Oktober 2006, als ein unbewaffneter Passagier eine Boeing 737-400 auf dem Turkish Airlines Flug 1476 von Tirana nach Istanbul zur Landung in Brindisi zwang. Nach der Landung suchte der Entführer um politisches Asyl an.[125]
- Die letzte versuchte Flugzeugentführung ereignete sich am 5. Januar 2011, als ein etwa 40-jähriger Mann versuchte, eine Boeing 737-800 auf dem Turkish Airlines Flug 1754 von Oslo nach Istanbul zu entführen. Es gelang jedoch anderen Passagieren den Mann zu überwältigen und er konnte nach der Landung verhaftet werden.[126]
- Am 4. November 2023 kam es zu einem schwerwiegenden Sicherheitsvorfall am Flughafen Hamburg, als ein bewaffneter Mann, ein türkischstämmiger Familienvater aus Niedersachsen, mit einem Personenkraftwagen (Pkw) eine Sicherheitsschranke am Nordtor des Flughafens durchbrach. Das Fahrzeug stellte er direkt unter einer Boeing 737-900ER der Turkish Airlines mit dem Luftfahrzeugkennzeichen TC-JYL ab. Im Auto befand sich seine Tochter, die er aufgrund eines Sorgerechtsstreites als Geisel hielt. Der Familienvater gab zwei Schüsse in die Luft ab und legte mehrere Feuer auf dem Flughafengelände. Im Flugzeug befanden sich Passagiere, welche evakuiert werden konnten, sodass kein Passagier verletzt wurde.[127]